# Lukelong Dorsa
I Lukelong Dorsa sono una struttura geologica della superficie di Venere.